# Luengue-Luiana-Nationalpark
Der Luengue-Luiana-Nationalpark (portugiesisch: Parque nacional do Luengue-Luiana) im Südosten von Angola ist mit 45.600 km² der zweitgrößte der neun angolanischen Nationalparks. Er bildet mit dem nördlich angrenzenden Mavinga-Nationalpark das größte Naturschutzgebiet Afrikas mit Nationalpark-Status und ist Teil der länderübergreifenden Kavango-Zambezi Transfrontier Conservation Area. Der Park wird von den Flüssen Cuando, Luengue und Luiana durchflossen.

## Fauna und Flora
Zu den Säugetieren im Park gehören u. a. Afrikanischer Elefant, Afrikanischer Wildhund, Elenantilope, Gepard, Großer Kudu, Hyäne, Kaffernbüffel, Leopard, Löwe, Nilpferd, Nord-Giraffe, Rappenantilope, Schwarzes Nashorn, Steppenzebra, Streifengnu und Tsessebe. Die Vegetation besteht vorwiegend aus Galeriewald, Grassteppe, Miombo, Savanne und Wald.

## Gefahren und Maßnahmen zum Naturschutz
Der Luengue-Luiana-Nationalpark ist besonders von der Wilderei durch einheimische als auch ausländische Banden betroffen, die verschiedene Tierarten bedrohen, insbesondere Elefanten. Die deutsche KfW finanzierte in den Jahren 2020–2021 den Bau von fünf Staubstraßen in die wichtigsten Teile des Parks mit einer Gesamtlänge von 187 km, um sowohl den Rangern eine bessere Verfolgung der Wilderer, als auch den Touristen eine leichtere Besichtigung des Parks zu ermöglichen. Zusätzlich wird seit 2018 ein Bildungsprogramm von USAID finanziert, durch das die Bevölkerung der 27 umliegenden Dörfer für den Tier- und Naturschutz sensibilisiert werden soll. Nach Angaben des Direktors der angolanischen Naturschutzbehörde ACADIR, António Chipita, haben diese Maßnahmen bereits zu einem spürbaren Rückgang der Wilderei und des illegalen Baumfällens geführt. 
Seit 2019 werden ebenfalls mit Mitteln der KfW im Luengue-Luiana-Nationalpark sechs eingezäunte Agrarzonen mit einer Fläche von 250 ha angelegt, in denen 510 Familien ausreichend Hirse, Schlangenbohnen, Kohl sowie andere Agrarprodukte anbauen können und sich nicht naturschädigend verhalten. Die illegale Jagd der Bewohner zur Nahrungsbeschaffung in den Nationalparks Luengue-Luiana und Mavinga hatte auch den Löwen die Nahrungsgrundlage beraubt, sodass deren Zahl zwischen 2005 und 2017 von rund 1000 auf 10–30 geschrumpft war.
Trotz der bandenmäßig betriebenen Wilderei hat sich die Zahl der Elefanten im Park seit 2018 durch die Zuwanderung aus Botswana stark erhöht, sodass es möglich ist, Herden von über hundert Tieren in verschiedenen Teilen des Parks zu sehen. Aber auch andere Tierarten wie Löwen, Büffel, Giraffen, Antilopen und Spießböcke haben laut ACADIR-Direktor Chipita durch Migration aus den südlicher gelegenen Nationalparks wieder massiv zugenommen.